# Macrocentrus blandus
Macrocentrus blandus är en stekelart som beskrevs av Eady och Clark 1964. Macrocentrus blandus ingår i släktet Macrocentrus och familjen bracksteklar. Arten är reproducerande i Sverige. Inga underarter finns listade i Catalogue of Life.